# Ein Sommer, der bleibt
Ein Sommer, der bleibt. Peter Kurzeck erzählt das Dorf seiner Kindheit ist eine Audioproduktion des Regisseurs und Produzenten Klaus Sander mit dem Schriftsteller Peter Kurzeck. Sie erschien erstmalig 2007 als Box-Set, bestehend aus 4 Audio-CDs und einem 8-seitigen Booklet im Verlag supposé. In 59 Tracks erzählt Kurzeck darin Geschichten aus und über das Leben im hessischen Ort Staufenberg während der Nachkriegszeit bis in die 1960er Jahre hinein. Der Titel wurde 2008 als Hörbuch des Jahres ausgezeichnet.

## Das Werk
Nach einer allgemeinen, einleitenden Passage
„Das Dorf meiner Kindheit ist Staufenberg, im Kreis Gießen. Als wir dort hin kamen, war das ein sehr kleiner Ort, den man nur über Feldwege und über eine Schotterstraße, eine eigentlich mürrische Schotterstraße, erreichen konnte. Es war einerseits winzig klein, aber es war auch sehr schön. Es war ein Ort, in dem man nicht nur jeden Menschen, sondern auch jede Kuh und jede Ziege und die Hunde sowieso und die Katzen, wo man alles kannte, man wusste, welche Hühner jeder hat, wusste, der schönste Hahn im Dorf gehört dem Gastwirt Zecher, der Keuler Heunrich genannt wurde, der Keuler Heunrich zwo. Jeder Mensch in Staufenberg oder jede alt eingesessene Familie hatte außer dem Familiennamen noch einen Hausnamen ...“
behandelt er die dörflichen Einrichtungen wie die Dorfschule (CD1, Track 06: In der Schule), den Dorfladen (CD1, Track 12: Vor dem Schaufenster), die Flüchtlingsunterkünfte (CD1, Track 09: Flüchtlingsfamiliengemeinschaftswohnungen und CD3, Track 04: Flüchtlingsbaracken und Behelfsheime) und die Kirche (CD3, Track 1 und 2: Keine Kirche im Dorf sowie Die Kirche von innen auffressen), die Dorfbewohner (CD2, Track 12: Die alten Leute im Dorf; CD3, Track 13: Vom Klempner zum Gastwirt) und den dörflich-bäuerlichen Alltag (CD1, Track 03: Das Licht im Dorf und die Vielfalt der Welt; CD1, Track 7: Der Blick aus dem Fenster; CD1, Track 14: Baden an der Lahn; CD2, Track 13: Am Hoftor; CD3, Track 03: Maiandachten; CD4, Track 09: Waschtage; CD4, Track 12: Die Dreschmaschine). Weitere Tracks behandeln aber auch den sich anbahnenden Strukturwandel des ehemals rein dörflichen Lebens (CD2, Track 08: Die Autobahn und Track 10: Einkaufsfahrten; CD3, Track 12: Das erste Auto).
Das Dorf Staufenberg wird so biografisch und sozialgeschichtlich, aber durchaus auch vor dem Hintergrund weltgeschichtlicher Vorgänge in ganz konkreten Personen und ihren Geschichten, in den Dorfinstitutionen und -ereignissen und in den wiederkehrenden Abläufen des bäuerlichen Lebens lebendig. Die geschilderten Personen, Abläufe und Ereignisse werden aber nicht objektiv dokumentarisch behandelt bzw. dargestellt, sondern in sehr subjektiv erinnerter, erzählerischer Form, als gewissermaßen durch die Erzählung ausgestaltete, literarische Figuren, auch wenn dem Erzählten tatsächlich Erlebtes zugrunde liegt.
Die Erzählung anhand einzelner Tracks bewahrt die Struktur eines mündlichen Vortrags, erzählt also nicht stringent entlang eines Handlungsfadens. Der Erzählung liegt keine linear ausgestaltete Finalität im Sinne einer auf ein Ziel zulaufenden Handlung zugrunde, auf die die Geschichte ausgerichtet ist. Es gibt hier keine Handlung, sondern nur einzelne, wenn auch durch den Bezug auf das konkrete Dorf und die Zeit, aus der berichtet wird, zusammengehaltene, einzelne Geschichten. Der Charakter des Werkes ist daher eher der einer Sammlung von Kurzgeschichten als romanhaft.

## Rezeption
Ein Sommer, der bleibt wurde seit seiner Veröffentlichung in zahlreichen überregionalen Feuilletons und Kulturmagazinen rezensiert und erhielt nahezu ausschließlich positive, oft euphorische Kritiken. Mittlerweile hat die Produktion den Status eines Klassikers im Hörbuch-Genre inne. So wurde sie im rbb radioeins als „der Meilenstein in der noch jungen Geschichte des Hörbuchs“ bezeichnet. Der stern nannte sie „ein Meisterstück mündlicher Literatur“ und „das erste Hörbuch im eigentlichen Sinne“. Der Literaturkritiker Hubert Winkels sprach in einem Aufmacher im Feuilleton der ZEIT von einem „literaturhistorischen Ereignis“ und der „Geburt einer neuen Gattung“, sein Kollege Denis Scheck im Deutschlandfunk Büchermarkt von einem „der spannendsten literarischen Projekte der Gegenwart“. 
Die Jury der hr2-Hörbuchbestenliste kürte den Titel zum „Hörbuch des Jahres 2008“, in der Begründung ist von einem „Meisterwerk der Erzählkunst“ die Rede. 
Mittlerweile ist Ein Sommer, der bleibt auch immer häufiger Gegenstand akademischer Auseinandersetzung. So bezeichnet die Literaturwissenschaftlerin Natalie Binczek von der Ruhr-Universität Bochum das Projekt als „einen wichtigen Anstoß zur Entstehung einer literaturwissenschaftlichen Hörbuchforschung“ und stellt fest: „Zumindest im deutschsprachigen Literaturraum gilt es als das erste nichtadaptive und damit eigenständige Hörbuchprojekt“. Ihre Kollegin Silvia Vormelker von der FU Berlin führt aus, Ein Sommer, der bleibt sei „viel besprochen, aber in seiner besonderen Bedeutung für das Hörbuch als eigenständige Kunstform bisher nicht annähernd erfasst.“

## Erzähltheoretische Analyse

### Die erzähltheoretische Struktur
In der Erzähltheorie bzw. Narratologie hat die Literaturwissenschaft verschiedene Strukturen herausgearbeitet, die eine Erzählung in Abgrenzung zu anderen Literaturformen wie der Lyrik und der Dramatik charakterisieren. Dabei wird einerseits unter Zugrundelegung der Schriften von Gérard Génettes und die französische Terminologie unterschieden zwischen „narration“ (Erzählakt), „discours“ (Erzählung als Text bzw. Äußerung) und „histoire“ (die Geschichte, die der Erzähler in seiner Erzählung erzählt). Diese Anlehnung an die französische Terminologie beruht darauf, dass im Deutschen die Begriffe „Erzählung“ und „Erzählen“ inhaltlich viel enger zueinander stehen und zum Teil sogar synonym oder teil-deckungsgleich verwendet werden. Zutreffend werden damit die unterschiedlichen Aspekte benannt, die für eine Erzählung im Sinne einer erzählten (= vorgetragenen) Geschichte konstitutiv sind. Für „Ein Sommer der bleibt“ ist zu konstatieren, dass hier die Kategorien von Génettes in so außergewöhnlicher Weise zusammenfallen, dass man von einem exzeptionellen Sonderfall eines Erzählwerks sprechen kann und muss. Denn als durch technische Aufzeichnung – nicht durch Verschriftlichung – reproduzierbare, rein akustische Literatur fällt in diesem Fall der mündliche Sprachakt (narration) mit dem Text (discours) und der Geschichte (histoire) zusammen. Und zwar in einer individuellen Unmittelbarkeit, die aus der mundartlich gefärbten Sprache Kurzecks mit ihren Eigenheiten resultiert.
Weiter Aspekte kommen hinzu, die ebenfalls begriffsbildend für die Erzählung sind: Das ist zunächst die Tatsache, dass eine Erzählung als Geschichte gewöhnlich vom Aufbau her als zielgerichtete Ereigniskette angelegt ist: Es handelt sich also um eine Reihe von Ereignissen, die aufeinander aufbauend, in bestimmter zeitlicher Reihenfolge – bei der allerdings vor- und zurückgesprungen werden kann – zu einem erzählerischen Endpunkt führen. So insbesondere bei der Gattung der Kurzgeschichte aber typischerweise auch beim Roman. Damit zusammen hängt auch das Element des Kausalen, dass also bestimmte Ereignisse oder Handlungen kausal bestimmte Folgen für die betreffenden Protagonisten haben, die die Handlung konsekutiv weiter treiben und auf den Endpunkt hin voranbringen. Unter diesen Gesichtspunkten ist „Ein Sommer der bleibt“ ebenfalls ein besonderes Erzählwerk. Denn hier gibt es keine leitende Handlung, keine Finalität und keine Kausalität. Sondern was Peter Kurzeck vorträgt sind schlaglichtartige Einzelbetrachtungen, die durch ihre Anordnung und den zeitlich-örtlichen Zusammenhang romanhaften Charakter gewinnen. Allerdings ist die Anordnung der einzelnen Tracks eben auch nicht streng chronologisch-linear, sondern topisch-motivisch. Kurzeck springt von Gebäuden/Institutionen (Schule, Dorfladen) zu Personen (…) und zu Maschinen des bäuerlichen Arbeitslebens (Dreschmaschine). Die Kunst der Produktion besteht dabei darin, dass der Erzählzusammenhang dadurch nicht verloren geht und der Zuhörer dem Erzähler folgt.
Die Themen, Motive und Symbole, die sich in seiner Erzählung finden, haben als beschriebene (Ab-)Bildung der erinnerten Dorfwirklichkeit von Staufenberg eine stark narrativen Charakter, den der Klang von Peter Kurzecks Stimme mit der hessisch-böhmischen Sprachfärbung noch verstärkt. Denn die bildhafte Beschreibung des Dorfes durch die individuellen Perspektiven des Erzählers mit ihren eigenen Schwerpunkten, mit den ausgewählten einzelnen Personen, Situationen und Institutionen stellt sich so im Ergebnis eben nicht als dokumentarisch, sondern als fiktional und romanhaft dar. Das gilt umso mehr, als mit großem zeitlichen Abstand zur erzählten Zeit und aus der fernen Kinder- bzw. Jugendlichenperspektive erzählt wird. Und der Erzähler wechselt dabei, was die Stimme betrifft, zwischen heterodiegetisch („man“) und homodiegetisch („ich“):
„Es war ein Ort, in dem man nicht nur jeden Menschen, sondern auch jede Kuh und jede Ziege und die Hunde sowieso und die Katzen alle kannte. Man wusste, der schönste Hahn im Dorf gehörte dem Gastwirt Zecher. Ich bin manchmal morgens gegangen, nur um seinen schönen Hahn mit dem glänzenden Gefieder zu sehen.“

### Das akustische Erzählen in „Ein Sommer, der bleibt“
Peter Kurzeck erzählt das Dorf seiner Kindheit mit leicht ober-hessischer und – so das rollende „R“: böhmischer – Sprachfärbung konzentriert, schlicht und genau; er erzählt nicht „vom“ Dorf, sondern „das Dorf“. Das soll wohl heißen, dass die größere Unmittelbarkeit der kindlichen Erzählperspektive und die Bildhaftigkeit der Sprache dem Hörer das ihm lebensweltlich Vertraute unmittelbar vor Augen stellen sollen, auch wenn ihm diese Vorgänge und Ereignisse und das Dorf nicht bekannt oder vertraut sind. Der mündliche Vortrag bewirkt hier durch seine umgangssprachlichen, idiomatischen Einsprengsel und Füllwörtern wie „gell“, „eigentlich“ und „oder so“ eine gesteigerte Authentizität, Gegenwärtigkeit und Bildhaftigkeit. Schriftsprache wird hier ersetzt durch echte wörtliche Rede, die fast druckreif klingt, aber mit der Spontaneität des Erzählens und dem Improvisationscharakter des Werkes aus der Erinnerung ohne textliche Grundlage das Gefühl unmittelbarer Anteilnahme am Erzählten hervorruft.
Dieser Unmittelbarkeit wird noch verstärkt durch die immer wieder sich verselbständigende Stimme Kurzecks, die nicht nur funktional als Vermittler und Träger sprachlicher Bedeutung fungiert, sondern mit den nonverbalen Kommunikationsmitteln (Lachen, Seufzen, Räuspern, Schnalzen, Husten nicht zu vergessen die als Stilmittel eingesetzten Sprechpausen) nicht nur Mittel der sprachlichen Sinngebung ist, sondern als eigenständiger Akteur der Erzählung agiert. Zudem spricht Kurzeck mit sehr warmer Stimme und melodiöser Intonation.
Anders als beim Lesen eines Buches, bei dem der Text vom Leser über die sogenannte innere Stimme aufgenommen wird, stellt sich das Hören als ein völlig anders gearteter Vorgang dar. Denn hier wird rezeptiv aufgenommen, also mehr passiv als – beim Lesen – aktiv agiert. Doch die stimmliche Vermittlung ist eben nicht nur Vermittlung, sie ist auch schon Interpretation von Text. Bei der hier vorliegenden Art von akustischem Text wird nun kein Text interpretiert. Sondern die Sprechhandlung des Erzählens mit ihren Emotionen, die immer auch stimmlich zum Ausdruck kommen, verwandelt sich beim Hörer in einen affektiven Nachvollzug der Sprechsituation. Dabei wird das Mündlichkeitsprinzip, das für den akustischen Text „Ein Sommer der bleibt“ so charakteristisch ist, bewusst hervorgehoben, indem Kurzeck angefangene Sätze plötzlich abbricht, gedankliche Einschübe einfügt, assoziativ zu anderen Themen springt und dadurch einen bruchstückhaften Modus des Erzählens kreiert. Insofern unterscheidet sich dieser akustische Text auch von der Schriftsprache, deren formaler regelgerechter Struktur das normale textgebundene Hörbuch verhaftet bleibt. Zugleich dokumentiert das Werk hierdurch seinen Entstehungsprozess als eines mündlich improvisierten – allerdings durch Gesprächsführung, Schnitt und Regie gestalteten – akustischen Texts. Auf Letzteres weist auch die Literaturwissenschaftlerin Natalie Binczeck in ihren Untersuchungen hin: „Die Innovation von Ein Sommer, der bleibt liegt darin, eine eigens für das Hörbuch improvisierte mündliche Erzählung – einen Roman – aufgezeichnet zu haben. Ein Roman, der auf einen Autor verzichtet. An dessen Stelle tritt aber ein ganzes Bündel von für seine Herstellung konstitutiven und verantwortlichen Funktionsinstanzen: Konzeption, Regie, Produktion, Aufnahme und Erzählung. Hervorgehoben wird somit die auf Klaus Sander und Peter Kurzeck verteilte Kooperation, womit zugleich ein aufschlussreicher Einblick in das Making-of dieses Projekts gewährt wird.“

## Fazit
„Ein Sommer der bleibt“ erweist sich damit als Ausgangspunkt für eine völlig neue Konzeption von Erzählung. Als akustischer Text ohne Bindung an ein zugrunde liegendes Buch – das klassische Hörbuch – wird hier eine neue, eigenständige Konzeption von oral geprägter, aber durch die technische Reproduzierbarkeit des Erzählten eben reproduzierbarer oral-akustischer Literatur entwickelt. Es handelt sich hier um einen Wechsel von fiktiver Erzählung zu realer Erzählung. Die Unmittelbarkeit und der improvisierte Charakter der gesprochenen Erzählung wird bewahrt und durch sprachliche und stimmliche Ausgestaltung und die darin enthaltene wie damit erzeugte Emotionalität geprägt, betont und lebendig gestaltet.

## Radio
Das Schweizer KulturRadio SRF2 strahlte Ein Sommer, der bleibt vom 8. Juli bis 6. August 2017 als sechsteilige Fortsetzungsreihe in seinem Hörspielprogramm aus. Die einzelnen Folgen wurden dabei jeweils eingeleitet von Interviews mit Fachleuten, die zu Hintergründen und Bedeutung der Produktion Auskunft gaben. Dies waren der Co-Autor und Regisseur Klaus Sander, der Lektor Rudi Deuble, die Literaturwissenschaftlerin Natalie Binczek, der Journalist Frank Schäfer sowie die Schriftsteller Harry Oberländer und Michael Fehr. 